# Irga ostrolistna
Irga ostrolistna (Cotoneaster acutifolius) – gatunek rośliny z rodziny różowatych. Pochodzi z Azji Wschodniej (Mongolia, Chiny, Tajwan).

## Morfologia
PokrójKrzew osiągający wysokość do 4 metrów.
LiścieJajowatoeliptyczne. Spód liści jest nieco owłosiony.
KwiatyCzerwone, zebrane po 2-5 w baldachogrona.
OwocCzarny, jajowaty owoc pozorny.

## Zastosowanie
W niektórych krajach jest sadzona jest jako roślina ozdobna.